# Traianos Dellas
Traianos Dellas (Salónica, 31 de enero de 1976) es un exfutbolista griego y entrenador de fútbol. Jugaba de defensa central y su último equipo fue el AEK Atenas de la Superliga de Grecia. Actualmente se desempeña como entrenador del OFI Creta.
Como dato curioso, Dellas fue el último anotador del ya abolido gol de plata en la semifinal de la Eurocopa 2004 contra la República Checa. Posteriormente, su selección ganaría la final ante Portugal, país anfitrión del certamen.

## Carrera como entrenador
El 9 de abril de 2013 quedó designado como entrenador del AEK Atenas debido al mal andar del club en la liga peleando el descenso, sin embargo el club no logró levantar cabeza y terminó descendiendo a falta de una fecha. A pesar de la pésima crisis financiera e institucional que sufría el AEK y de empezar de cero en la tercera división, Dellas siguió en el cargo y en dos años seguidos consiguió regresar al AEK a la máxima categoría.

## Clubes

### Como jugador
| Club                 | País       | Año       |
| -------------------- | ---------- | --------- |
| Aris Salónica        | Grecia     | 1993-1997 |
| Panserraikos         | Grecia     | 1994-1996 |
| Sheffield United     | Inglaterra | 1997-1999 |
| AEK Atenas           | Grecia     | 1999-2001 |
| Perugia              | Italia     | 2001-2002 |
| AS Roma              | Italia     | 2002-2005 |
| AEK Atenas           | Grecia     | 2005-2008 |
| Anorthosis Famagusta | Chipre     | 2008-2010 |
| AEK Atenas           | Grecia     | 2010-2012 |

### Como entrenador
| Club            | País   | Año       |
| --------------- | ------ | --------- |
| AEK Atenas      | Grecia | 2013-2015 |
| Atromitos F. C. | Grecia | 2015-2016 |
| Panetolikos     | Grecia | 2018-2019 |
| Panetolikos     | Grecia | 2020-2021 |

## Palmarés

### Como jugador

#### Campeonatos nacionales
| Título         | Club       | País   | Año       |
| -------------- | ---------- | ------ | --------- |
| Copa de Grecia | AEK Atenas | Grecia | 1999-2000 |
| Copa de Grecia | AEK Atenas | Grecia | 2010-2011 |

#### Copas internacionales
| Título   | Club (*) | País     | Año  |
| -------- | -------- | -------- | ---- |
| Eurocopa | Grecia   | Portugal | 2004 |

(*) = incluye la selección nacional.

### Distinciones individuales
| Distinción                            | Año  |
| ------------------------------------- | ---- |
| Parte del equipo ideal de la Eurocopa | 2004 |